# すみれおじさん
すみれおじさん（1994年12月16日 - ）は、日本の女性プロコスプレイヤー。タレント、モデル、声優、モーションアクター。2018年12月にタレント活動を開始。アセティアと業務提携。別名義は、紫花菫、バイオレットすみれ。

## 略歴
2016年、大学在学中に自宅でコスプレをはじめる。2017年に後輩のコスプレイヤーに誘われて、初めてイベントへの一般参加を果たした。初めてのコスプレは「ラブライブ！」の園田海未。
本来は、紫花菫の名前で活動していたが、友人に対してクソリプおじさんごっこをして遊んでいたところ、すみれおじさんの名前で定着した。以降は、用途によって名義を使い分けている。
2018年8月にオリコンニュースでインタビュー取材を受けた時点では「夢は公式コスプレイヤー」と語っていたが、同年の冬コミ（C95）でスマホゲーム「ドールズフロントライン」の公式コスプレイヤーに採用された。現在の夢はFateシリーズの「玉藻の前」の公式コスプレイヤーになること。
2018年12月にブラジルのアニメフェス「Ressaca Friends（ヘサカフレンズ）」公式レポーターに就任。帰国後、現在の事務所と業務提携を開始し、タレント活動を開始。デビュー3ヵ月でヤングジャンプの表紙・グラビアを飾る。
2019年4月にボートレース江戸川でライブ出演のほか、2019年5月に肉フェスのMCを務める。
2019年7月にブラジルのアニメフェス「Anime Friends」にゲストコスプレイヤーとしてリオ・デ・ジャネイロ、サンパウロの2イベントに招聘される。この際、世界コスプレ大会「CWM（コスプレワールドマスターズ）」の審査員に就任した。
2019年8月に女優の小松彩夏とともに、仙台アニメフェスの応援大使に就任。
2020年7月からアクションジムで、棍や刀のほか長拳などの中国武術の指導を受けている。
2020年8月に原宿系ファッションモデルとして活動を開始する。
2020年11月に鈴村展弘監督の劇団「アソビドラマティック」で矢尾一樹らと共演、女優デビューを果たした。また、2021年8月には渡辺裕之、塩谷瞬らと共演の舞台に出演を果たした。
2021年12月に声優学校・AAAS（秋葉原・アクトレス＆アクターズ・スクール）に入学。岡本麻弥に指導を受ける。
2022年5月に中国武術の大会「第6回武術太極拳競技会あおぞら杯」で3位入賞を果たした。

## 人物
普段は都内にある実家のスナックに勤務している。以前は期間限定で、ウルトラマンの怪獣をコンセプトにした六本木のレストランKAIJU MUSUME 6に勤務していた。
個人的なおすすめアニメは『マシュランボー』と『serial experiments lain』。

## 出演

### 公式コスプレイヤー
2018年
- ドールズフロントライン（C95 Gr G11）

2019年
- ローゼンメイデン(水銀燈)
- ドールズフロントライン（C96 Gr G11）
- 東北ずん子(東北ずん子公式ショップ)
- IA -ARIA ON THE PLANETES-（仙台アニメフェス）
- ドールズフロントライン（第2次秋葉原上陸前線 ワルサーPPK）

2021年
- COUNTER:SIDE（ヒルデ）[15]
- はたらけ！おじさんの森（森カンナ）[16]

### イベント
2018年
- 「Ressaca Friends」（12月15・16日）公式レポーターに就任

2019年
- 「Re:animation13」（1月12日）ゲストコスプレイヤー出演
- 「ボートレース江戸川 」（4月6日）ライブ出演
- 「肉フェス Tokyo 2019」（5月3日）MC出演
- 「Anime Friends Tour: Rio de Janeiro」（7月5日、6日、7日）ライブ出演、CWM審査員
- 「Anime Friends」（7月12日、13日、14日）ライブ出演、トークショー出演、CWM審査員
- 「みやぎ超!!元気まつり」（8月3日）ステージ出演
- 「BiVi×仙台アニメフェス」期間限定イベント(9月16日、21日、22日、10月6日)ゲスト出演[17]
- 「伊達なアニメフェス」（9月27日）ステージ出演
- 「がたふぇす」（10月12日・台風19号により中止）ステージ出演
- 「仙台アニメフェス」（10月19日、20日）トークショー出演、IA、LiaライブMC出演
- 「イオンモール盛岡南」ハロウィンイベント（10月26日）ゲスト出演
- 「ドールズフロントライン 第2次秋葉原上陸前線」（12月20日）ゲストコスプレイヤー出演

2020年
- 「あおぞら武術太極拳まつり」（10月18日）演武出場

2022年
- 西武園競輪「第65回オールスター競輪 Gl」(8月15日)ゲスト出演
- 「カウンターサイド」オフラインイベント「社長総会」(12月17日)出演

### テレビ
2019年
- 「生中継！みやぎ超！！元気まつり２０１９【グルメ＆笑い＆遊び 大集合ＳＰ】」（仙台放送）出演
- 「あらあらかしこ」（仙台放送）出演

2021年
- 「超速パラヒーロー ガンディーン」（NHK総合）出演
- 「ラジエーションハウスⅡ～放射線科の診断レポート」(フジテレビ)出演

2022年
- 「全力アピール〜アダムシアター〜」（TBSテレビ）10月6日出演
- 「せやねん！」(MBS)10月15日出演

2023年
- 「全力アピール〜アダムシアター〜SP」（TBSテレビ）1月25日出演

### ラジオ
2019年
- 「クロちゃんのバズリンコチャンネル」（ポジラジ）-  5月〜6月 第2シーズン レギュラー出演
- 「AIR JAM Friday」（Date fm）- 10月18日放送
- 「八木菜緒のガチ！コスラブ！」（文化放送）- 10月18日放送
- 「八木菜緒のガチ！コスラブ！」（AG-ON premium）- 10月25日放送

2022年
- 「MORNING BOOOOOOST」(ZIP-FM77.8)- 6月15放送
- 「すみれおじさんのイマ旬ラジオ」(Voicy)- 11月放送開始 レギュラー出演

2023年
- 「マイラジ」（レインボータウンFM）- 1月放送開始 メインパーソナリティ

### インターネット配信
2021年
- 「Tales of YouTube Channel」（バンダイナムコ）- 4月24日〜放送
- 「COUNTER:SIDE（カウンターサイド）」（ネクソン）- 9月19日〜レギュラー出演
- 「華衛士F8ABA6ジサリス」- リサイア役

### 舞台
2020年
- 「Witch Trial 卒業ライブ殺人事件」（アソビドラマティック）11月26〜29日  - 狭霧ミナコ役

2021年
- 「シーボルト父子伝～蒼い目のサムライ～」（ACTOR'S TRIBE ZIPANG）8月4〜9日  - ハインリッヒ・シーボルト役、アレキサンデル・シーボルト役[18]

### 雑誌
2019年
- 「ヤングジャンプ」（集英社・12号）- 表紙・グラビア掲載
- 「CONTINUE」（太田出版・Vol.59）

2020年
- 「FRIDAY」（講談社・2020年11月13日発売号）

2021年
- 「S Cawaii!」（主婦の友インフォス・2021年9月17日発売号）モデル掲載
- 「原宿POP Magazine」(原宿POP・2021年10月20日号〜)レギュラーモデル就任

### CM
2019年
- 「仙台アニメフェス」（10月8日〜）- TV-CM,WEB-CM
- 「はたらけ！おじさんの森」（7月30日）- TikTok

2023年
- 「ヒーロー文庫」WEB-CM（4月5日）[19]

### 写真集
2019年
- 「YJ PHOTO BOOK」（集英社）- デジタル写真集[20]

2021年
- 作画に役立つ民族衣装ポーズ＆モーション資料集(グラフィック社)[21]

### モデル
2021年
- 「 原宿POP WEB」  - 2021年10月〜レギュラーモデル

2022年
- モリグチカ

2023年
- BABY, THE STARS SHINE BRIGHT
- OZZ Onest
- ONEKOSAMA OINUSAMA

### DVD
2020年
- 「幻想少女」（1月24日発売[22]、アイドルニッポン）[23][24]